# در
در (بالفارسية: در) هي قرية تقع في قسم نيوان الريفي في إيران. يقدر عدد سكانها بـ 230 نسمة بحسب إحصاء 2016.